# Doncaster
Doncaster è un nucleo urbano della contea del South Yorkshire, in Inghilterra.

## Geografia
Doncaster sorge lungo le rive del fiume Don, nell'Inghilterra settentrionale, a 37 km a nord-est di Sheffield. Essa è la seconda città più popolosa del South Yorkshire. Il panorama della città è dominato dalla Cattedrale di San Giorgio, dal centro commerciale Frenchgate e dal Doncaster College. Nel 2012 venne inaugurato il nuovo municipio.

## Etimologia
Il primo nome di Doncaster fu Danum, citato nel Notitia dignitatum, mentre in epoca medievale la città divenne nota con il nome di Cair Daun.
Il nome Doncaster è composto da: Don- (Inglese antico: Donne), derivante dal nome latino della città, e -caster (-ceaster), una anglicizzazione del latino castrum

## Storia

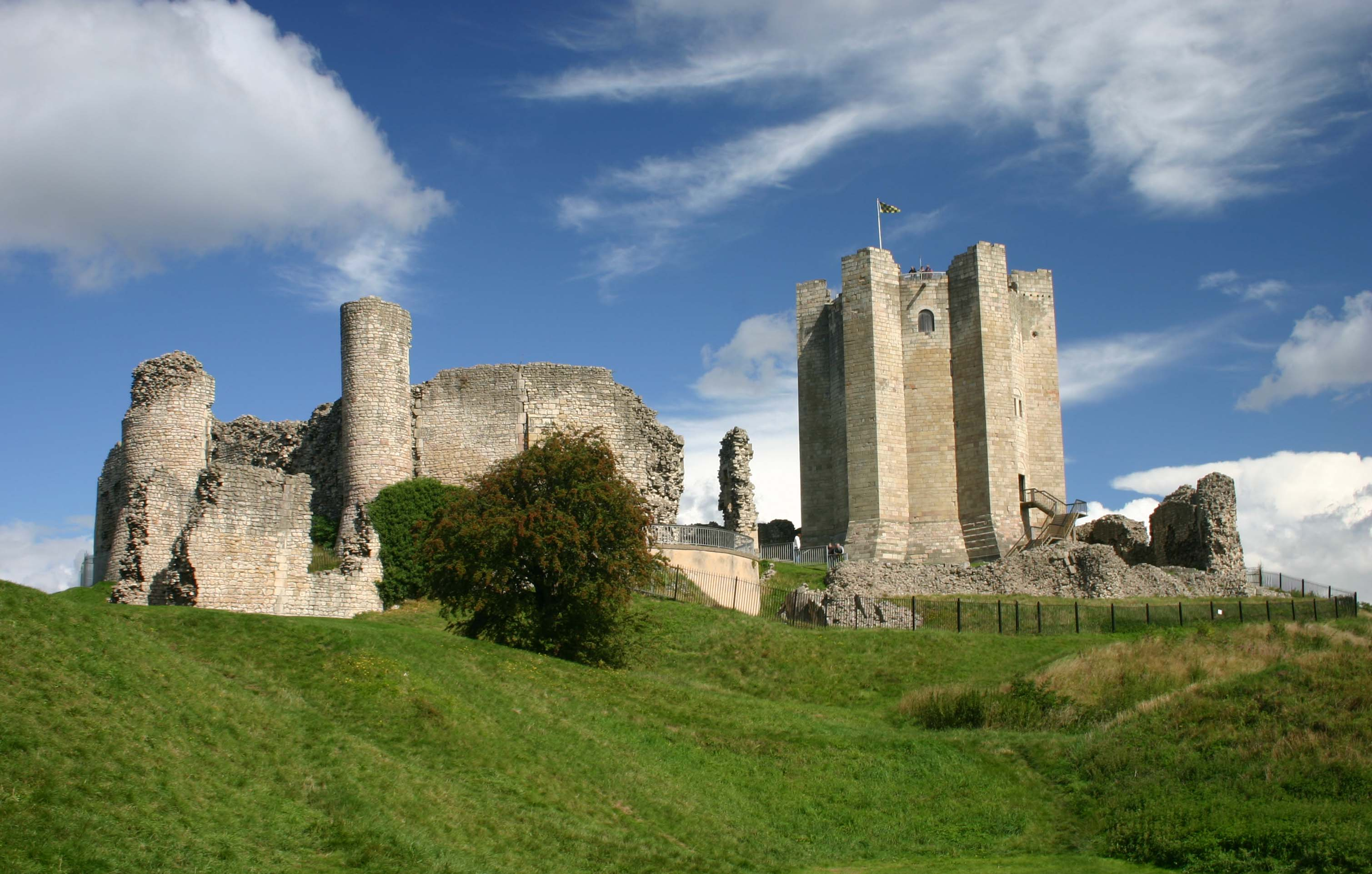
Il castello di Conisbrough

Nato in epoca romana come castrum, denominato Danum nel Notitia dignitatum, acquisisce importanza trovandosi lungo una strada secondaria, citata nell'Itinerario antonino, tra Lindum ed Eboracum.
Nella storia medievale viene comunemente identificato con Cair Daun, che rientra nella lista di 28 città dell'Inghilterra del IX secolo elencate nel Historia Brittonum di Nennio, e durante la dominazione anglosassone ha assunto l'attuale denominazione. Nel 1003 la città fu fortificata con la costruzione del castello di Conisbrough da parte di Guglielmo di Warenne. Con il trattato di Durham del 1136 la città, composta secondo il Domesday Book da una chiesa e due mulini, passò alla Scozia, senza mai tornare formalmente all'Inghilterra.
È nel XII secolo che inizia la crescita della città, tanto che nel 1194 il re Riccardo I le garantisce il titolo di città a livello nazionale, anche se nel 1204 la crescita fu fermata da un disastroso incendio che distrusse buona parte della città. Nel XIV secolo invece arrivarono i primi frati, principalmente francescani e carmelitani, ed è a questo periodo che risalgono l'ospedale di San Nicola, l'ospedale di San Giacomo, il ponte a cinque archi e una cappella dedicata alla Nostra Signora del Ponte.
Nell'ottobre del 1536 il pellegrinaggio di Grazia, conseguenza della scissione della chiesa anglicana da quella cattolica, terminò a Doncaster.

## Monumenti e luoghi d'interesse
- Cattedrale di San Giorgio
- Doncaster Museum and Art Gallery
- Castello di Conisbrough
- Yorkshire Wildlife Park
- Brodsworth Hall and Gardens

## Economia
Durante la rivoluzione industriale la Great Northern Railway costruì il Doncaster Works, uno stabilimento per l'assemblaggio di locomotive successivamente caduto in disuso, anche se il proprietario, la Wabtec continua ad utilizzarlo in parte.
Nel corso della prima e seconda guerra mondiale, la città fu coinvolta nella produzione di munizioni.
La città è sede della DB Cargo UK, divisione inglese della sussidiaria di Deutsche Bahn, DB Schenker.

## Amministrazione

### Gemellaggi
- Avion, dal 1981
- Herten, dal 1989
- Gelsenkirchen
- Wilmington, dal 1992
- Dandong, dal 1988
- Gliwice, dal 1979
- Salgótarján